# Luchtmassameter

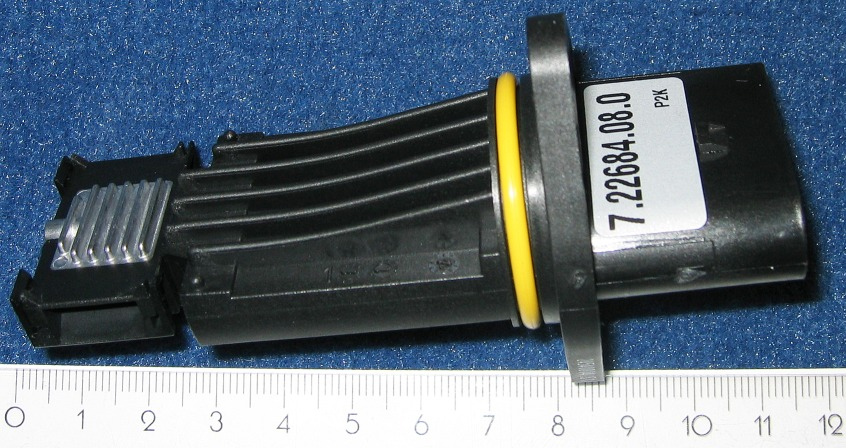
Luchtmassameter Type Pierburg met inbouwflens; de sensor zit helemaal links

De luchtmassameter (LMM) (ook MAF=mass air flow meter), van een injectiemotor berekent de hoeveelheid lucht die via de luchtinvoer het verbrandingshuis intreedt. Voor het inspuiten van de juiste hoeveelheid brandstof moet het motormanagement precies weten hoeveel lucht er de cilinders in komt. De sensor van de luchtmassameter meet met behulp van een hittefilm, een plat draadje op een plaatje. De hoeveelheid lucht wordt in combinatie met de uitlaatgasrecirculatie aangepast.

## Meettechniek

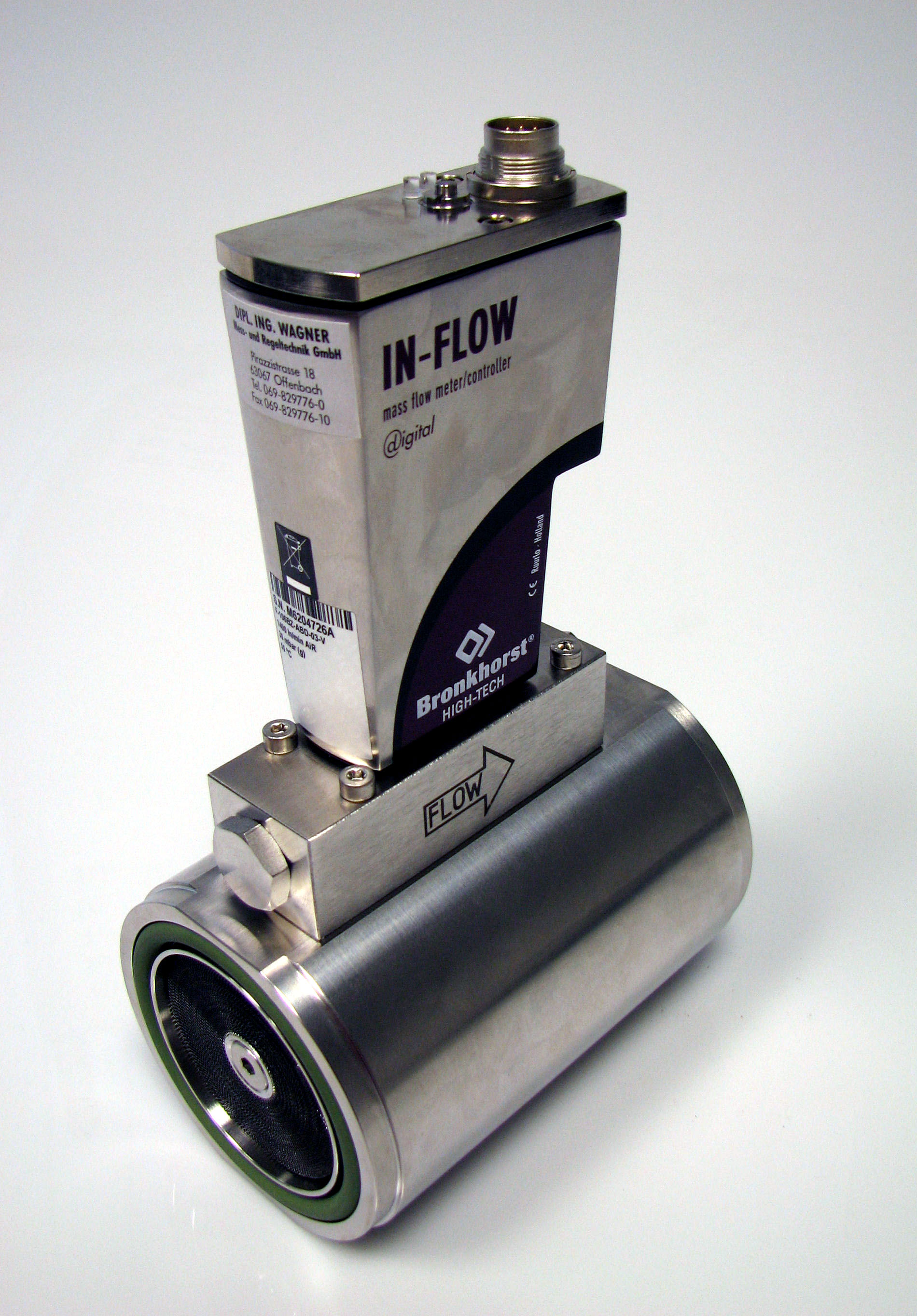
Luchtmassameter voor maximaal 1400 l _{n} / min

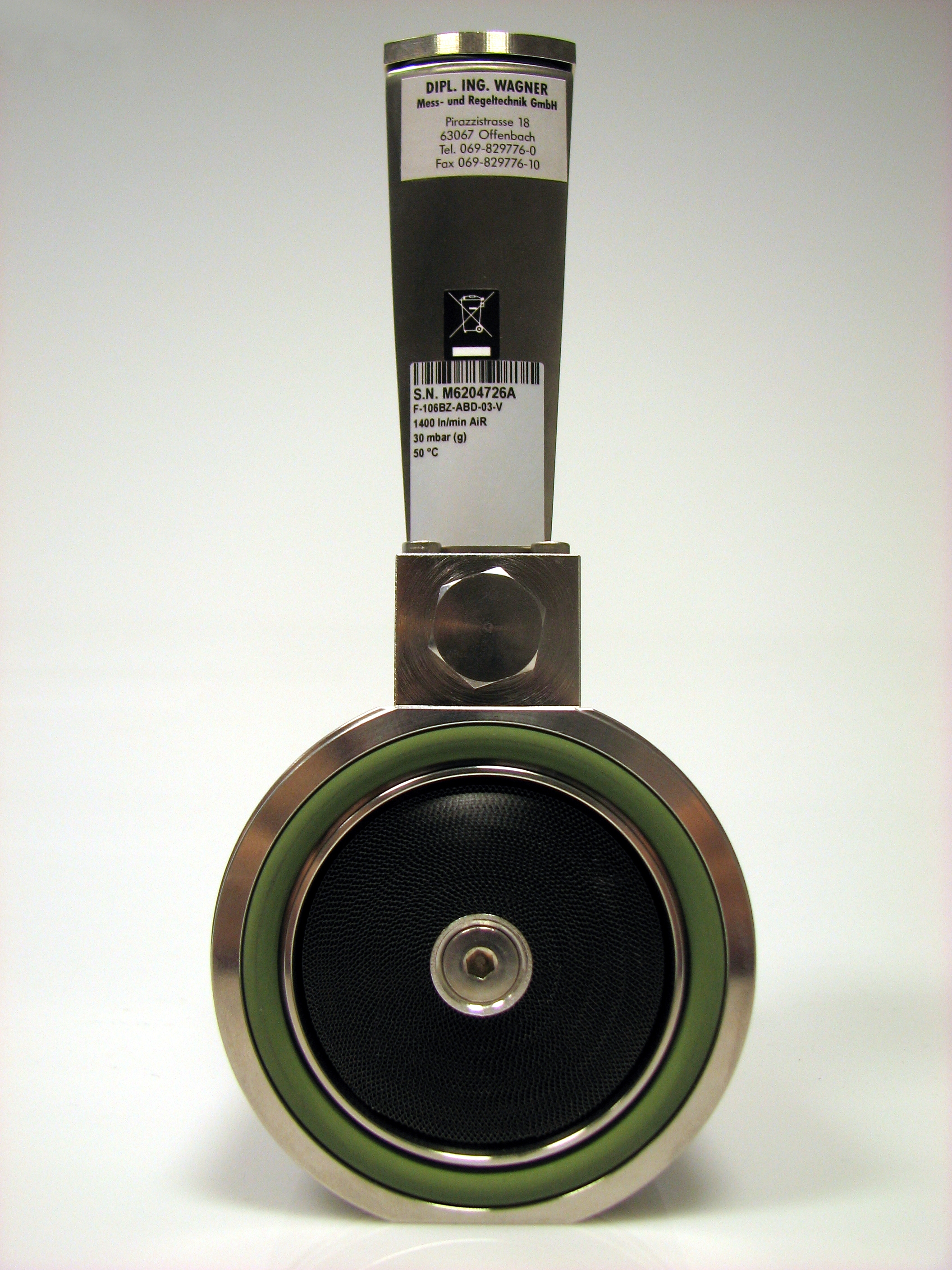
LMM, Inlaatzijde, honingraatstructuur voor het tot rust komen van de lucht

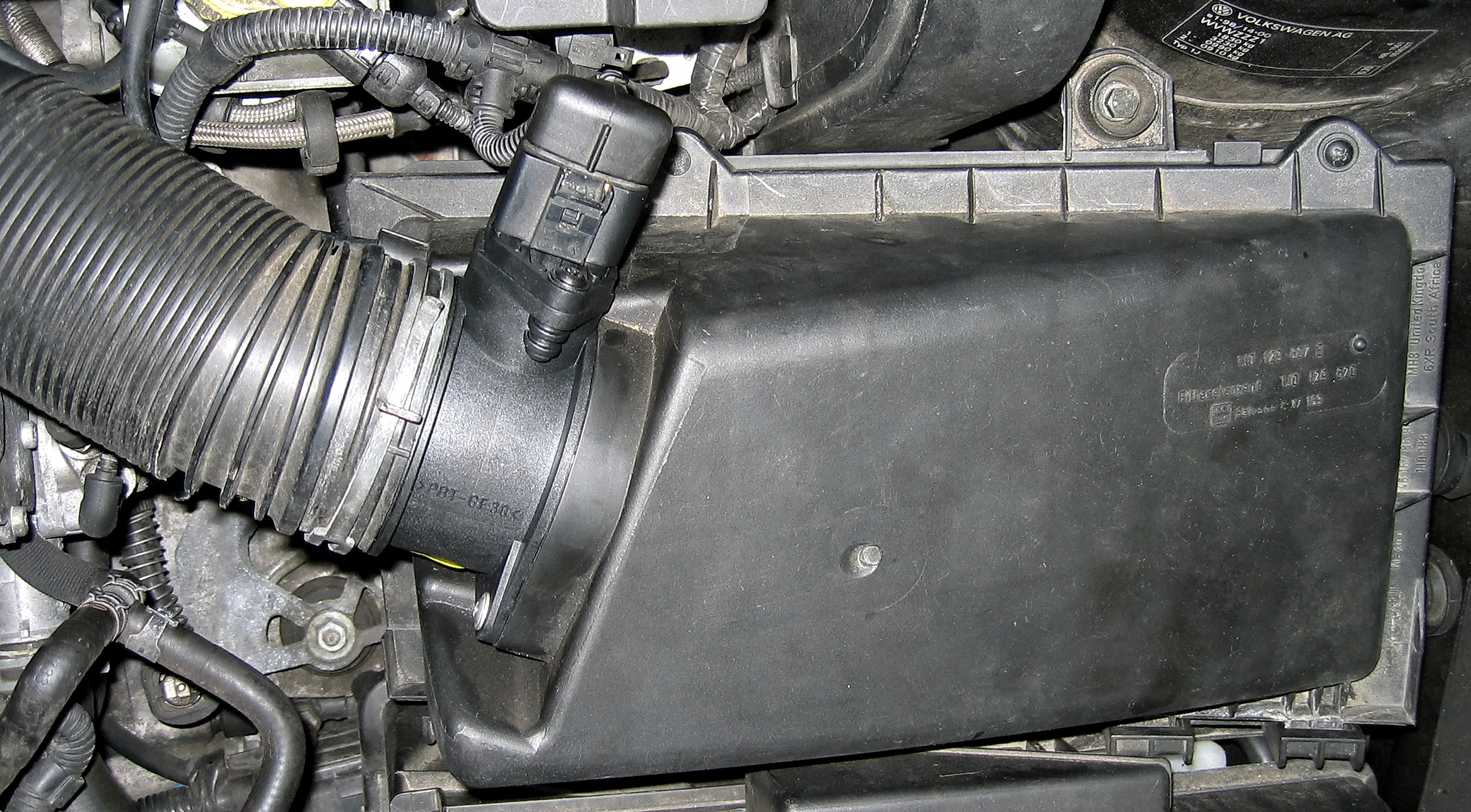
LMM in een VW Golf IV TDI, in de aanzuigslang achter de luchtfilterkast

De LMM is een speciaal in de automobiel-, gasturbine- en verbrandingstechniek toegepaste massastroomsensor, waarbij het uitgangssignaal meestal in kg/h lucht of ln/min (liter genormeerde lucht per minuut) gekalibreerd is. Deze meter onderscheidt zich daarmee van een volumestroomsensor of een anemometer, daar er in tegenstelling tot deze meters ook rekening gehouden wordt met de genormeerde toestand van de lucht in de volumestroom.
De door de sensor gemeten waarde van de luchtmassastroom wordt o.a. bij diesel- en Ottomotoren alsook gasturbinen gebruikt voor de regeling van de hoeveelheid in te spuiten brandstof, waardoor maximaal vermogen bereikt kan worden.
Bij dieselmotoren wordt de gemeten waarde ook gebruikt voor de hoeveelheid terug te voeren uitlaatgas.
Vele o.a. bij vrachtwagenmotoren gebruikte sensors werken naar het principe van de thermische anemometrie gecorrigeerd met behulp van een standdaardlijn:
De hoeveelheid verbruikte stroom van het verwarmde sensorelement dient daarbij als maat. Twee verschillende verwarmingselementen worden op een vastgestelde temperatuur gehouden, waarbij de daarvoor benodigde hoeveelheid stroom gemeten wordt. Bij toenemende hoeveelheid lucht neemt de hoeveelheid verbruikte stroom ook toe. De boordcomputer rekent met behulp van de luchttemperatuur de luchtmassastroom uit.
Bij een andere methode wordt de temperatuur, druk en stroomsnelheid van de lucht gemeten en met behulp van een adiabaat wordt vervolgens de luchtmassastroom uitgerekend. Deze Karman-Vortex-luchtmassameter bepaalt de stroomsnelheid met behulp van Ultrageluid-Doppler-Anemometrie.
Veelbelovend zijn ook de micromechanische luchtmassasensoren, die echter gevoeliger zijn voor vervuiling en daarom minder lang meegaan.